# Diagrama de Pareto

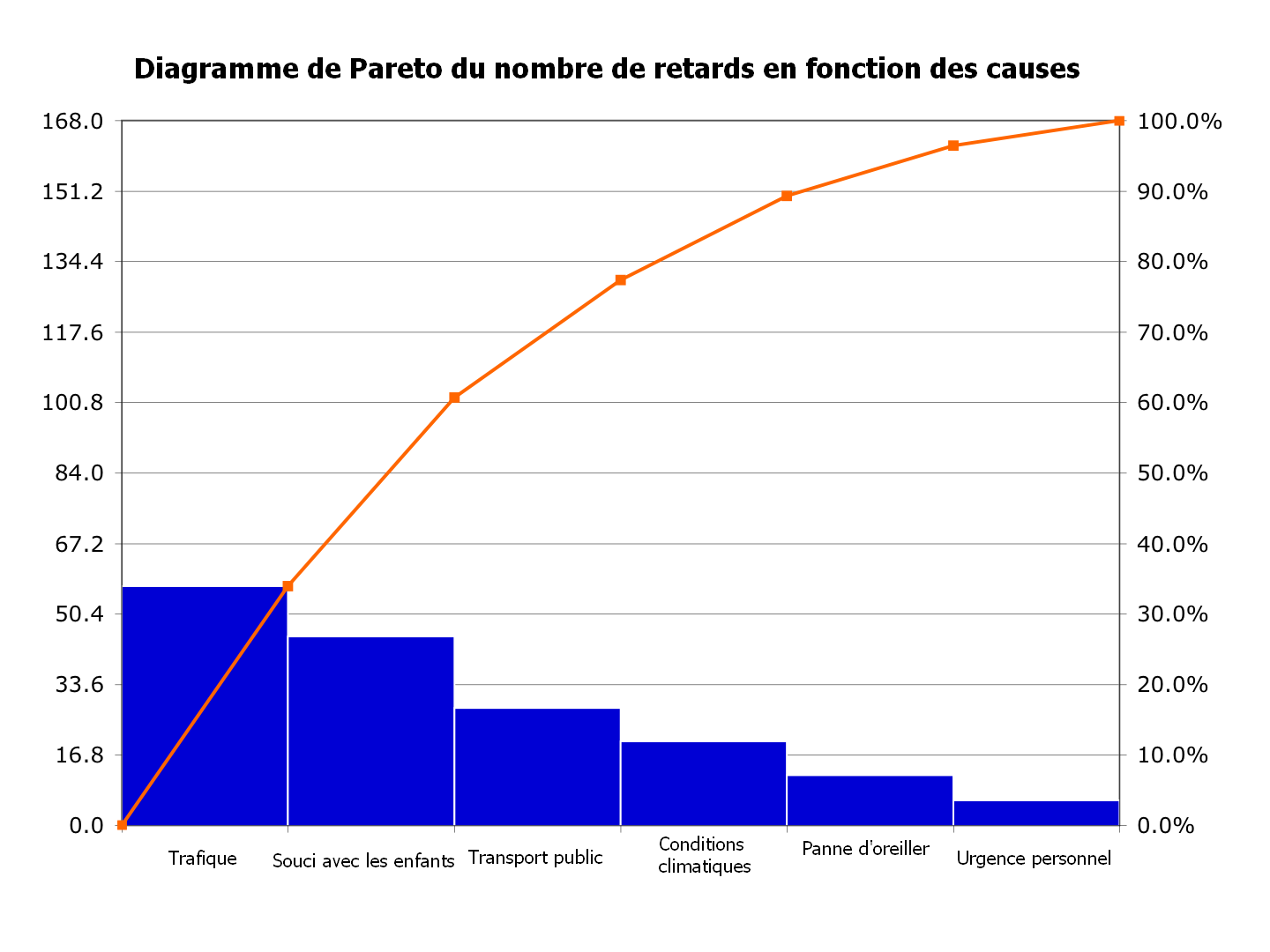
Exemplo de diagrama de Pareto

O diagrama de Pareto é um gráfico de colunas que ordena as frequências das ocorrências, da maior para a menor, permitindo a priorização dos problemas, procurando levar a cabo o princípio de Pareto (80% das consequências advêm de 20% das causas), isto é, há muitos problemas sem importância diante de outros mais graves. Sua maior utilidade é a de permitir uma fácil visualização e identificação das causas ou problemas mais importantes, possibilitando a concentração de esforços sobre os mesmos. É uma das sete ferramentas da qualidade. Seu propósito não é o de identificar causas. Outras ferramentas, tais como gráficos de controle, gráficos de dispersão e experimentos planejados podem ajudar a identificar as causas.

## História
Um dos pioneiros em trabalhos na área de Qualidade, Joseph Juran, encontrou um padrão semelhante ao encontrado por Pareto na distribuição dos tipos de defeitos de certo produto. Após diversas análises, ele chegou a conclusão de que em grande parte das iniciativas de melhoria, poucos tipos de defeitos eram responsáveis pela maioria das rejeições (poucos vitais), ou seja, 80% dos problemas de qualidade de uma peça são causados por 20% dos tipos de defeitos. Da relação entre esses dois trabalho foi criado o conceito de Pareto.Joseph Juran cunhou o termo “Gráfico de Pareto” no início da década de 90.
O nome se originou do trabalho de Vilfredo Pareto (1848-1923), que foi pioneiro no esforço de enunciar uma lei de distribuição de rendimentos. Em essência, ele descobriu que 80% da riqueza estava concentrada em cerca de 20% da população. O termo se tornou amplamente usado na indústria depois de sua proeminência nas Mesas Redondas de Gerenciamento conduzidas na Universidade de Nova Iorque no início da década de 40.

### Construção
Uma vez que as ocorrências mais frequentes são identificadas, pode ser construído um tabela com cada causa acompanhada de sua frequência absoluta. Por exemplo, tipos de problemas ocorridos em uma empresa de eletrodoméstico.
| Motivos de Problemas                 | Frequência que ocorre |
| ------------------------------------ | --------------------- |
| Defeito no produto                   | 75                    |
| Demora na montagem                   | 49                    |
| Mau Atendimento                      | 30                    |
| Problemas com vendas através de site | 20                    |
| Total                                | 174                   |

Em seguida, calcula-se o percentual absoluto e acumulado. O percentual é encontrado dividindo cada frequência pelo total de frequências ocorridas; Já para o cálculo do percentual acumulado, soma-se cada porcentagem à  porcentagem acumulada da linha anterior.
| Motivos de Problemas                 | Frequência | %    | % acumulada |
| ------------------------------------ | ---------- | ---- | ----------- |
| Defeito no produto                   | 75         | 43%  | 43%         |
| Demora na montagem                   | 49         | 28%  | 71%         |
| Mau atendimento                      | 30         | 17%  | 88%         |
| Problemas com vendas através de site | 20         | 12%  | 100%        |
| Total                                | 174        | 100% |             |

Por fim, o diagrama pode ser feito em qualquer software que gere um gráfico de colunas, juntamente a um gráfico de linhas.